# Invasori dalla IV dimensione
Invasori dalla IV dimensione (Doctor Mordrid), a volte riportato anche come Invasori della IV dimensione, è un film statunitense del 1992 diretto da Albert e Charles Band.
La trama si colloca a cavallo tra il fantasy e la fantascienza.

## Trama
Il Dottor Mordrid in apparenza un uomo tranquillo e schivo, è in realtà uno stregone che usa i suoi poteri a fin di bene; Kabal invece è uno stregone malvagio che cerca di impossessarsi della Terra; lo scontro tra i due sarà inevitabile.

## Produzione
Il film è stato prodotto dalla Full Moon Pictures.

## Distribuzione
Il film è uscito negli Stati Uniti il 24 settembre 1992.

## Critica
(FantaFilm)